# 布萊克博頓 (阿拉巴馬州)
布萊克博頓（英語：Black Bottom）是一個位於美國阿拉巴馬州卡爾曼縣的非建制地區。該地的面積和人口皆未知。

## 地理
布萊克博頓的座標為34°56′27″N 86°51′36″W / 34.94085°N 86.86°W，而該地最高點為海拔高度98米（即322英尺）。